# Libys
Libys is een geslacht van uitgestorven coelacanthen binnen de familie Latimeriidae. Soorten Libys leefden tijdens het Laat-Jura (Kimmeridgien - Tithonien, ongeveer 150 tot 145 miljoen jaar geleden).

## Naamgeving
Het geslacht Libys werd in 1842 benoemd door Georg Graf von Münster. De soort Libys polypterus werd toen vastgesteld als de typesoort, op basis van fragmentarische overblijfselen. De geslachtsnaam is het Grieks Λίβυς, een naam die in de oudheid gebruikt werd om een bepaalde slang mee aan te duiden. De soortaanduiding betekent 'veelvinnig'. Een tweede soort Libys superbus, 'de trotse', werd beschreven op basis van hele grote exemplaren, maar de meeste auteurs behandelen beide als één soort.

## Beschrijving
Libys had een uitzonderlijk gedrongen lichaam, vooral in vergelijking met andere coelacanthen uit dezelfde periode als Undina en Holophagus. Libys kon zestig centimeter lang worden en was daarmee een middelgrote coelacanth, met een korte en hoge schedel. De borstvinnen waren vrij lang, terwijl de staart opmerkelijk kort en hoog was.

## Verspreiding
Fossielen van deze vissen zijn gevonden in Duitsland, in de beroemde afzettingen van Solnhofen.

## Soorten
- Libys superbus Reis, 1888
- Libys polypterus